# The Blinding EP
The Blinding EP — единственный мини-альбом британской инди-рок-группы Babyshambles, лидером которой является английский музыкант и художник Пит Доэрти. Альбом был спродюсирован самими участниками коллектива и вышел 4 декабря 2006 года.

## История
После выхода Down in Albion Babyshambles покинул гитарист-основатель Патрик Уолден и его место занял Майкл Уитнэлл. К октябрю 2006 года группа подготовила 11 новых песен и сообщила, что часть из них выйдёт в формате мини-альбома. Несколько ранее заявленных песен («I Can See from Afar», «Anguish», «Stung Me Like Life») так и не вошли в The Blinding EP. Как и прежде, обложку альбома создал сам Пит Доэрти.

## Приём
Обозревательница Allmusic Хизер Фарес поставила альбому оценку 3 из 5. Фарес написала что новые песни «более чисто спродюсированы», а The Blinding EP «более приятен для слуха, чем Down in Albion», но в целом материал создаёт чувство «отходов от Доэрти». Критик Drowned in Sound Дом Гарлей оценил альбом на 6 из 10. Он написал что The Blinding EP — «неплохой альбом» <…> «но большая его часть мгновенно забывается». Среди лучших песен автор выделил «коматозно-скорбные» «Beg Steal Or Borrow» и «Sedative».

## Список композиций
Все песни написаны Питом Доэрти.
| #  | Название                  | Продолжительность |
| -- | ------------------------- | ----------------- |
| 1. | The Blinding              | 2:59              |
| 2. | Love You but You’re Green | 4:35              |
| 3. | I Wish                    | 2:47              |
| 4. | Beg, Steal or Borrow      | 3:07              |
| 5. | Sedative                  | 4:04              |

## Участники записи
- Пит Доэрти — вокал
- Майкл Уитнэлл — гитара
- Дрю МакКоннелл — бас-гитара
- Адам Файсек — ударные

## Позиции в чартах
| Страна         | Позиция |
| -------------- | ------- |
| Великобритания | 62      |
| Япония         | 147     |